# 背斑盔鱼
背斑盔鱼（学名：Coris dorsomacula），为輻鰭魚綱鱸形目隆头鱼科的一種。该物种的模式产地在澳大利亚维多利亚。

## 分布
本魚分布於西太平洋區，包括日本、臺灣、印尼、澳洲、菲律賓、東加、新喀里多尼亞等海域。

## 深度
水深2至40公尺。

## 特徵
本魚體側扁，幼魚體為黃色或褐色，具不明顯的白色細橫紋；漸漸地橫紋變得明顯，體色轉為紅色或紅棕色，近背鰭後端與鰓蓋後緣各具一黑點。雌魚腹部色淡；雄魚體色深綠色，鰭條及頭部出現斑紋，尾鰭具近似U形紅斑。背鰭硬棘9枚；背的軟條12枚；臀鰭硬棘3枚；臀鰭軟條12枚，體長可達20公分。

## 生態
本魚成魚棲息於礁沙混合區，受驚嚇會鑽沙逃逸，夜晚潛沙而眠。屬肉食性，以小型無脊椎動物為食。

## 經濟利用
可食用，但多做為觀賞魚。

## 扩展阅读
維基物種上的相關：背斑盔鱼